# Louis II. de Pardaillan de Gondrin
Louis (II.) de Pardaillan de Gondrin (* 9. November 1707 in Versailles; † 9. Dezember 1743 in Paris) 2. Duc d’Antin, Pair von Frankreich, war ein französischer Aristokrat, Militär und Freimaurer.

## Leben
Louis de Pardaillan de Gondrin ist der Sohn von Louis (I.) de Pardaillan de Gondrin, Marquis de Gondrin (1689–1712), und Marie-Victoire de Noailles; er ist ein Enkel von Louis Antoine de Pardaillan de Gondrin, 1. Duc d’Antin, und Urenkel der Madame de Montespan.
Nach dem Tod seines Vaters 1712 erhielt er den Titel Marquis de Gondrin. Er wurde Duc d’Épernon genannt, bevor sein Großvater am 19. Juni 1721 zu seinen Gunsten auf das Herzogtum Antin und die Pairie verzichtete. Im April 1721 wurde er zum Gouverneur des Orléanais, sowie zum Surintendant des Bâtimenst du Roi ernannt worden, beides en survivance seines Großvaters; die Surintendance wurde im August 1725 allerdings aufgehoben, so dass er dieses Amt nicht mehr antreten konnte. Zudem war er Herr der ehemaligen Duché-Pairie d‘Épernon, und der ehemaligen Duché-Pairie de Bellegarde.
Seine Mutter heiratete am 22. Februar 1723 in (geheimer) zweiter Ehe Louis-Alexandre de Bourbon, comte de Toulouse, den Sohn von Ludwig XIV. und Madame de Montespan. Die Heirat wurde erst nach dem Tod des Regenten Philippe II. de Bourbon, duc d’Orléans im Dezember des gleichen Jahres bekanntgegeben.
Nachdem er bereits Colonel von zwei Regimentern gewesen war, wurde er am 1. August 1734 zum Brigadier ernannt. 1736 wurde er als Nachfolger seines Großvaters Gouverneur des Orléanais. Am 20. Februar 1743 wurde er zum Maréchal de camp befördert. Er starb am 9. Dezember 1743 im Alter von 36 Jahren, sein einziger Sohn Louis folgte ihm als Duc d’Antin, Pair de France etc.

## Pardaillan und die Freimaurerei
1728 beschlossen die französischen Freimaurer, Philip Wharton, 1. Duke of Wharton (1698–1731), der sich 1728/29 abwechselnd in Paris und Lyon aufhielt und bereits 1723 Großmeister der Großloge von London gewesen war, als Großmeister der Freimaurer in Frankreich anzuerkennen.
Die Jakobiten James Hector MacLean (1703–1750), gefolgt von Charles Radclyffe, Duke of Derwentwater (1693–1746), wurden zu seinen Nachfolgern berufen. Whartons Ernennung, die der Umwandlung der Großloge von London in die Premier Grand Lodge of England im Jahr 1738 vorausging, wird als Ausgangspunkt einer von der britischen Freimaurerei unabhängigen französischen Freimaurerei angesehen.
Wenn auch die Existenz eines Großmeisters in Frankreich bereits 1728 nachgewiesen ist, so musste man doch weitere zehn Jahre auf eine echte Versammlung von Vertretern aller „englischen“ und „schottischen“ Logen warten, um die erste Großloge von Frankreich zu errichten (24. Juni 1738) und Louis de Pardaillan de Gondrin, den zweiten Duc d’Antin, als Grand maître général et perpétuel des maçons dans le royaume de France  einzusetzen. Pardaillan de Gondrin selbst war 1734 von Charles Lennox, 2. Duke of Richmond, dem Enkel Karls II. von England, im „Schloss der Stuarts“, dem Château d′Aubigny, als Freimaurer initiiert worden. Die Proklamation als hatte zur Folge, dass die Überwachungsaktionen der Polizei neutralisiert wurden, und sein Einfluss führte wohl dazu, dass König Ludwig XV. es unterließ, die päpstliche Bulle Clemens′ XII., die die Freimaurerei verurteilte, durch das Parlement registrieren zu lassen.

## Nachkommen
Per Ehevertrag vom 29. Oktober 1722 heiratete er Françoise Gillonne de Montmorency (* 1. Juli 1704; † 20. März 1768), Tochter von Charles François I. de Montmorency-Luxembourg und Marie Gillonne Gillier de Clérembault (Haus Montmorency). Ihre Kinder waren:
- Julie Sophie Gillette (* 1. Oktober 1725[5]; † 25. Oktober 1797), genannt Madame d'Épernon, Nonne in und letzte Äbtissin von Fontevrault (1765–1792)
- Louis (III.) (* 15. Februar 1727 in Paris; † 13. September 1757 in Bremen), Marquis de Gondrin, dann Duc d’Antin, Pair de France, Herr der ehemaligen Duché-Pairie d‘Épernon, und der ehemaligen Duché-Pairie de Bellegarde, Marquis de Montespan, Baron de Moncontour, Gouverneur de Orléanais
- Marie Françoise (* 13. August 1728; † 1. Juni 1764); ⚭ 14. Mai 1747 François Aimery de Durfort, genannt Marquis de Civrac († 28. Dezember 1773) (Haus Durfort)
- Madeleine Julie Victoire (* 20. März 1731; † 13. September 1799); ⚭ 8. Januar 1753 François Emmanuel de Crussol, Duc d’Uzès († 22. März 1802) (Haus Crussol)